# Mangafan
Mangafan (MangaFan Kiadói Kft.) – węgierskie wydawnictwo komiksowe, zajmujące się wydawaniem mang. Swoją siedzibę ma w mieście Szigetszentmiklós w okolicach Budapesztu.
Przedsiębiorstwo zostało założone w 2006 roku. W 2007 r. wydawnictwo zapoczątkowało miesięcznik „Mondo”, poświęcony mandze, anime i kulturze japońskiej.
Jest czołowym wydawcą mangi na Węgrzech.